# Aeroportul Tampere-Pirkkala
Aeroportul Tampere-Pirkkala (IATA: TMP, ICAO: EFTP) este un aeroport din Pirkkala, Pirkanmaa, Finlanda de Vest și Centrală⁠(d), Finlanda ce deservește zona Tampere. Aeroportul a fost tranzitat în 2022 de 168.328 de pasageri. A fost deschis în 1979 și numit după Pirkkala.
Situat la o altitudine de 119 m, aeroportul dispune de 1 pistă. Este operat de Finavia⁠(d).

## Infrastructură

### Piste
Aeroportul dispune de o singură pistă. Pista 06/24 are suprafața de asfalt și dimensiunile 2.700 m × 45 m. 